# Xylocoremium flabelliforme
Xylocoremium flabelliforme är en svampart som först beskrevs av Ludwig David von Schweinitz, och fick sitt nu gällande namn av J.D. Rogers 1984. Xylocoremium flabelliforme ingår i släktet Xylocoremium och familjen kolkärnsvampar.   Inga underarter finns listade i Catalogue of Life.

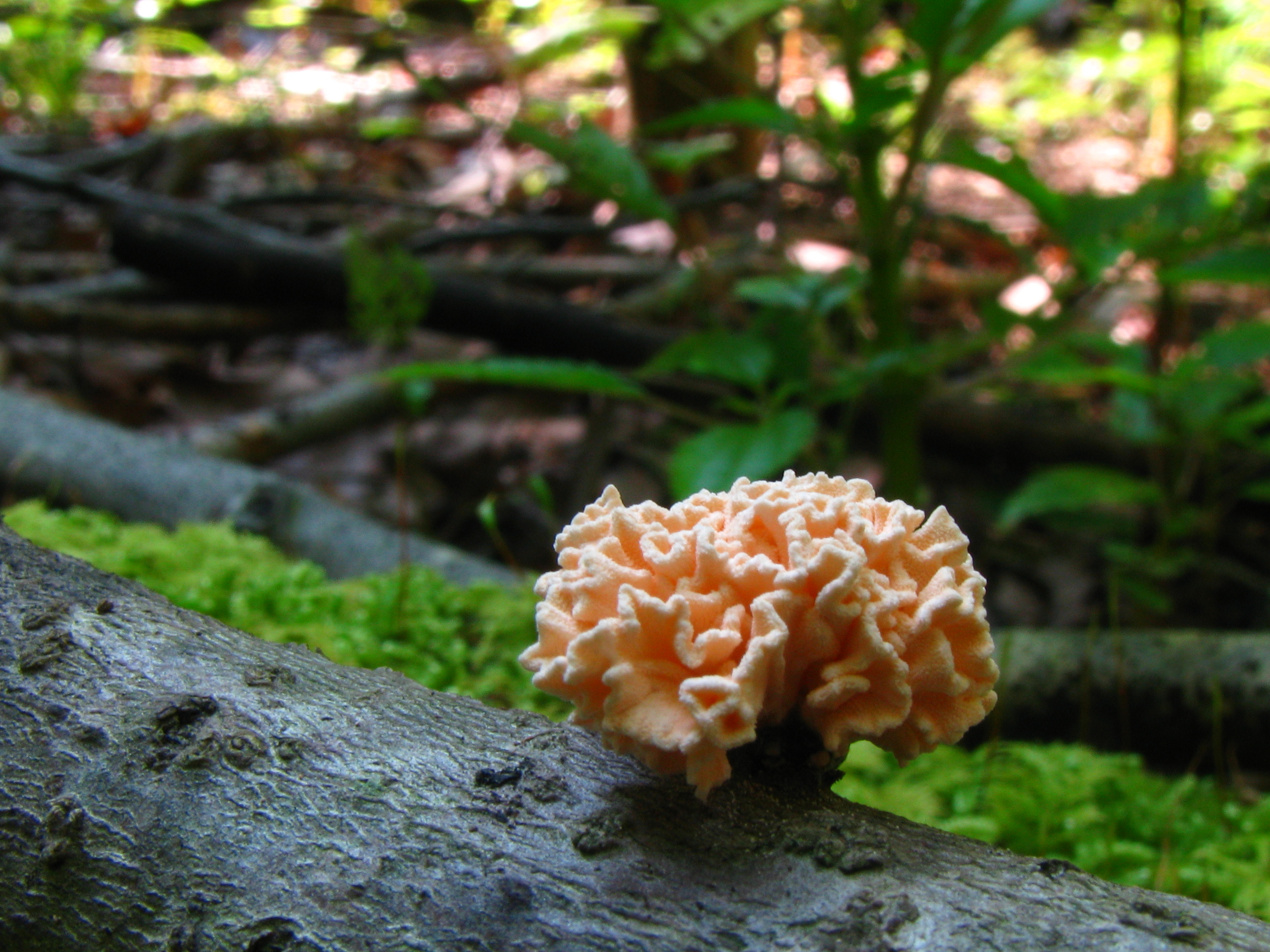
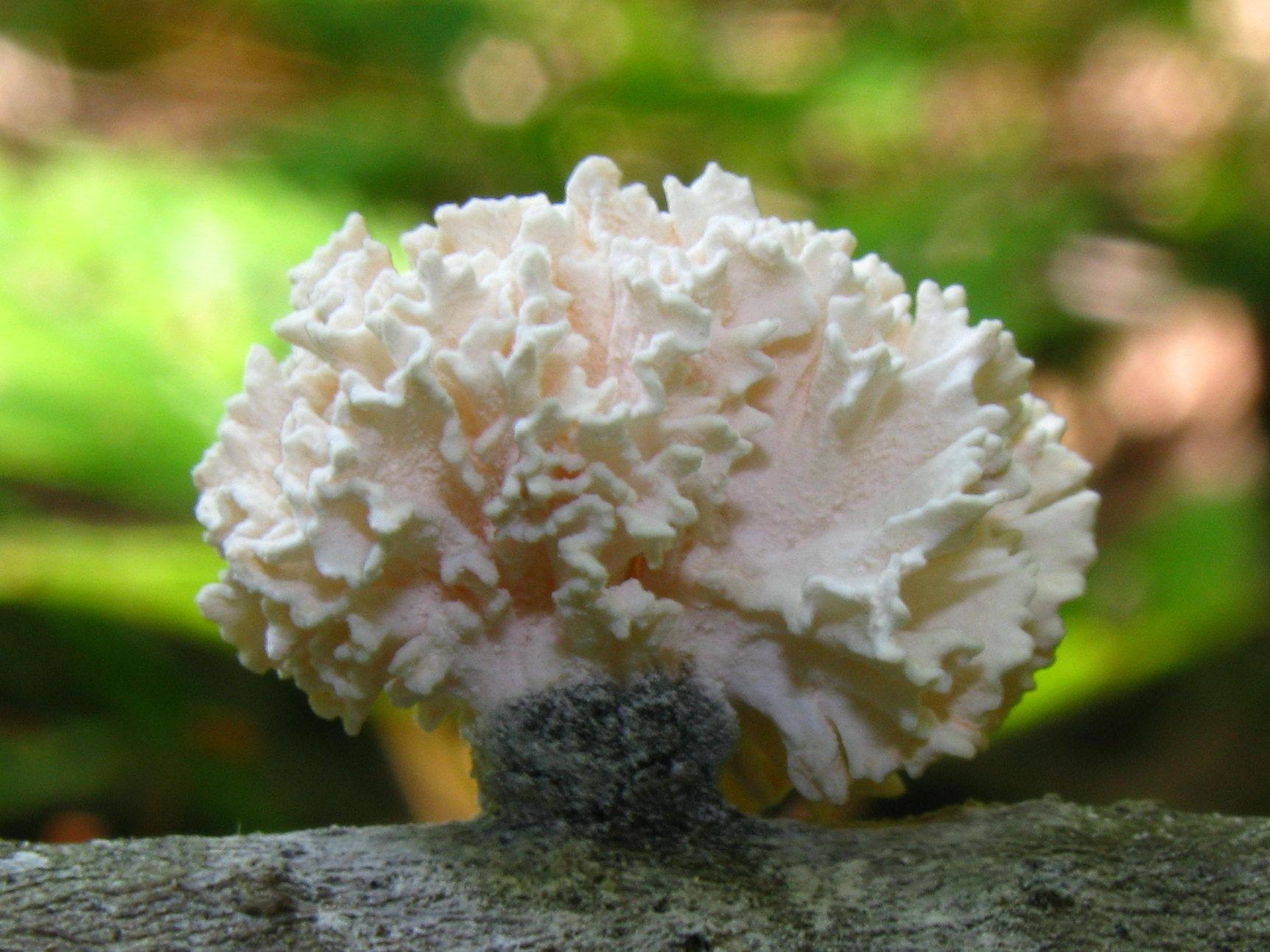